# Parapoynx allionealis
Parapoynx allionealis är en fjärilsart som beskrevs av Walker 1859. Parapoynx allionealis ingår i släktet Parapoynx och familjen Crambidae. Inga underarter finns listade i Catalogue of Life.